# Списък с линейни шампиони в тежката категория
Това е списък с линейни световни шампиони в професионалния бокс.

## Тежката Категория
- Джон Л. Съливан (1885-1892)
- Джеймс Корбет (1892-1897)
- Боб Фитзсимънс (1897-1899)
- Джеймс Джефрис (1899-1905), оттегляне
- Марвин Харт (1905-1906)
- Томи Бърнс (1906-1908)
- Джак Джонсън (1908-1915)
- Джес Уилард (1915-1919)
- Джак Демпси (1919-1926)
- Джин Туни (1926-1928), оттегляне
- Макс Шмелинг (1930-1932)
- Джак Шарки (1932-1933)
- Примо Карнера (1933-1934)
- Макс Баер (1934-1935)
- Джеймс Брадок (1935-1937)
- Джо Луис (1937-1949, оттегляне)
- Езард Чарлс (1949-1951)
- Джърси Джо Уалкот (1951-1952)
- Роки Марчиано (1952-1956, оттегляне)
- Флойд Патерсън (1956-1959)
- Ингемар Юхансон (1959-1960)
- Флойд Патерсън (1960-1962)
- Сони Листън (1962-1964)
- Касиус Клей, промени си името на Мохамед Али (1964-1970, боксов лиценз отстранен)
- Джо Фрейзър (1970-1973)
- Джордж Форман (1973-1974)
- Мохамед Али (1974-1978)
- Лион Спинкс (1978)
- Мохамед Али (1978-1979), оттегляне 6/79
- Лари Холмс (1980-1985)
- Майкъл Спинкс (1985-1988)
- Майк Тайсън (1988-1990)
- Джеймс „Бъстър“ Дъглас (1990)
- Ивендър Холифийлд (1990-1992)
- Ридик Боу (1992-1993)
- Ивендър Холифийлд (1993-1994)
- Майкъл Муурър (1994)
- Джордж Форман (1994-1997)
- Шенън Бригс (1997-1998)
- Ленъкс Люис (1998-2001)
- Хасим Рахман (2001)
- Ленъкс Люис (2001-2004), оттегляне
- Владимир Кличко (2009-2015), от победата му над Руслан Чагаев
- Тайсън Фюри (2015– )

## Външни Препратки
- Транснационални боксови ранкинги борд
- Кибер боксова зона енциклопедия